# Corticarina acuta
Corticarina acuta es una especie de coleóptero de la familia Latridiidae.

## Distribución geográfica
Habita en Etiopía.